# Diabrotica carolae
Diabrotica carolae là một loài bọ cánh cứng trong họ Chrysomelidae. Loài này được Krysan & Smith miêu tả khoa học năm 1987.